# (161) Athor
(161) Athor és un asteroide que pertany al cinturó d'asteroides descobert per James Craig Watson des de l'observatori Detroit d'Ann Arbor, als Estats Units d'Amèrica, el 19 d'abril de 1876. Rep el nom per Athor, una deessa dels mitologia egípcia.
A una distància mitjana del Sol de 2,381 ua, Athor pot allunyar-se'n fins a 2,706 ua. La seva inclinació orbital és 9,054° i l'excentricitat 0,1367. Completa una òrbita al voltant del Sol als 1.342 dies.